# Dekanat Szewna
Dekanat Szewna – jeden z 25 dekanatów w rzymskokatolickiej diecezji sandomierskiej.

## Parafie
W skład dekanatu wchodzi 8 parafii:
- parafia św. Zofii i św. Stanisława Kostki – Bodzechów;
- parafia św. Teresy od Dzieciątka Jezus – Gromadzice;
- rektorat samodzielny św. Franciszka z Asyżu i św. Klary – Jędrzejów.
- parafia Niepokalanego Serca Maryi – Miłków;
- parafia św. Wojciecha – Momina;
- parafia św. Barbary – Mychów;
- parafia św. Stanisława – Ruszków;
- parafia św. Mikołaja – Szewna;
- parafia Wszystkich Świętych – Wszechświęte.

## Historia
19 kwietnia 2016, w wyniku reorganizacji dekanatów diecezji sandomierskiej, bp Krzysztof Nitkiewicz wyłączył z dekanatu Szewna 9 parafii, z których ustanowił Dekanat Kunów. Do dekanatu Szewna włączone zostały: parafia św. Zofii i św. Stanisława Kostki w Bodzechowie (Dekanat Ostrowiec Świętokrzyski), parafia św. Stanisława w Ruszkowie i parafia Wszystkich Świętych we Wszechświętym (Dekanat Opatów).

## Sąsiednie dekanaty
Opatów, Ostrowiec Świętokrzyski, Sienno (diec. radomska), Starachowice–Południe (diec. radomska), Święty Krzyż.